# مات راسيل (لاعب كرة قدم أمريكية)
مات راسيل (بالإنجليزية: Matt Russell)‏ هو لاعب كرة قدم أمريكية أمريكي، ولد في 5 يوليو 1975 في طوكيو في اليابان.

## وصلات خارجية
- مات راسيل على موقع مرجع كرة القدم المحترفة.كوم (الإنجليزية)